# گریس (آلمان)
گریس (به آلمانی: Gries) یک شهر در آلمان است که در Schönenberg-Kübelberg واقع شده‌است.